# Апрель 2024 года

Список событий апреля 2024 года.

## События

### 1 апреля
- The Insider, Der Spiegel и 60 Minutes опубликовали совместное расследование, в котором доказывается, что «Гаванский синдром», который калечит американских дипломатов по всему миру, вызван секретным нелетальным акустическим оружием ГРУ[1].

- Израиль нанёс авиаудар по консульству Ирана в Дамаске, сообщается о гибели семи офицеров КСИР, в том числе двух генералов: Мохаммада Резы Захеди и Мохаммада Хади Хаджи Рахими[2][3][4].

- Поезд Архангельск — Москва врезался в заглохший рейсовый автобус на переезде на станции Берендеево в Ярославской области, 8 человек погибло[5]. Губернатор Ярославской области Михаил Евраев заявил, что виновником ДТП является пьяный диспетчер переезда[6].
- Завершена спасательная операция на руднике «Пионер» в Амурской области, где 19 марта произошёл прорыв породы объёмом около 190 кубометров. Никого спасти не удалось, под завалами остались 13 шахтёров[7].

- В Германии вступил в силу закон, легализующий потребление каннабиса[8].

### 2 апреля
- Американский промышленный конгломерат General Electric завершил разделение на три независимые компании: GE Aerospace (авиадвигатели), GE Vernova (энергетическое оборудование) и GE HealthCare (медицинское оборудование)[9]
- В Финляндии произошла стрельба в школе Виертола, расположенной в городе Вантаа, один погибший и двое раненых, несовершеннолетний стрелявший задержан[10].
- Украинские дроны атаковали НПЗ «Танеко» в Нижнекамске (Татарстан), вызвав пожар. По данным «Рейтер», атаковали установку первичной переработки нефти АВТ-7[11]

### 3 апреля
- Землетрясение на Тайване магнитудой 7.4, погибло не менее 10 человек, более 1000 пострадало[12].
- Пациент, которому провели первую в мире ксенотрансплантацию почки свиньи, выписан из больницы[13].

### 4 апреля
- На губернатора Мурманской области Андрея Чибиса совершено нападение с ножом в Апатитах, губернатор получил ранение в живот, его состояние оценивается как тяжёлое, он в реанимации[14].
- Матч между «Нью-Йорк Рейнджерс» и «Нью-Джерси Девилз» стал самым грубым в НХЛ за последние 10 лет — 162 минуты штрафа. Массовая драка началась уже на второй секунде игры[15].

### 5 апреля
- Мексика разорвала дипломатические отношения с Эквадором, после того, как эквадорская полиция ворвалась в здание посольства Мексики в Кито и арестовала бывшего вице-президента Хорхе Гласа, осуждённого по обвинению в коррупции[16]. Позже Никарагуа также разорвала дипломатические отношения с Эквадором в знак солидарности с Мексикой[17].
- Землетрясение магнитудой 4,8 произошло в Лебаноне[англ.] (Нью-Джерси, США), пострадавших и серьёзных разрушений не зафиксировано[18].
- В Баку стартовал Европейский квалификационный турнир по борьбе[19]
- В Зимбабве ввели новую валюту — Zimbabwe Gold[англ.][20].
- В Орске (Россия, Оренбургская область) прорвало дамбу и началось наводнение, проводится эвакуация жителей[21].
- Минюст РФ внёс писателя Михаила Веллера в реестр «иностранных агентов»[22].

### 7 апреля
- В результате крушения лодки в Мозамбике погибло более 100 человек[23].

### 8 апреля
- Произошло солнечное затмение, полную фазу которого можно было наблюдать на территории Канады, Мексики и США[24].
- Вторжение России на Украину: в результате российского ракетного удара по украинскому городу Запорожье погибло трое гражданских лиц, а также восемь раненых[25].
- В возрасте 94 лет умер лауреат Нобелевской премии по физике Питер Хиггс, предсказавший существование элементарной частицы — бозона, названного в дальнейшем в его честь[26].

### 9 апреля
- Спорт
  - Нападающий «Торонто Мейпл Лифс» Остон Мэттьюс установил рекорд XXI века по заброшенным шайбам за сезон в НХЛ — 66[27].

### 10 апреля
- На парламентских выборах в Республике Корея одержала победу оппозиционная «Демократическая партия», вследствие чего премьер-министр Хан Док Су и лидер правящей партии «Сила народа» Хан Дон Хун подали в отставку[28].
- Израильский математик Ави Вигдерзон удостоен премии Тьюринга за основополагающий вклад в теорию вычислений[29].

### 11 апреля
- В результате российского ракетного удара была полностью разрушена самая мощная электростанция в Киевской области Трипольская ТЭС[30].
- С космодрома Восточный впервые состоялся пуск тяжелой ракеты-носителя Ангара-А5[31].
- Во Вьетнаме приговорена к смертной казни миллиардер Чыонг Ми Лан[32].
- Спорт
  - Нападающий «Питтсбург Пингвинз» Сидни Кросби стал 14-м хоккеистом в истории НХЛ, сделавшим за карьеру 1000 голевых передач. Также благодаря 3 очкам в игре против «Детройт Ред Уингз» (6:5 ОТ) он вошёл в топ-10 лучших бомбардиров в истории НХЛ (1591 очко), опередив Фила Эспозито[33].

### 12 апреля
- Общество
  - Национальный комитет спасения народа в Мали запретил всем видам медиа освещать любую деятельность политических партий[34].
  - Роскомнадзор заблокировал интернет-издание «Полит.ру» на территории Российской Федерации[35].

### 13 апреля
- Ирано-израильский конфликт: Иран нанёс массированный удар по территории Израиля беспилотниками и ракетами в ответ на авиаудар по иранскому консульству в Дамаске[36][37].
- Военно-морские силы Корпуса стражей исламской революции Ирана захватили в Ормузском проливе контейнеровоз MSC Aries с филиппинским экипажем, связанный с израильским миллиардером[38][39]
- В Австралии неизвестный с ножом напал[англ.] на посетителей ТЦ в центре Сиднея. 7 человек включая напавшего погибли, 12 ранены.[40]

### 14 апреля
- «Байер 04», обыграв «Вердер» со счётом 5:0, впервые за свою 120-летнюю историю стал чемпионом Германии[41].
- На страны Персидского залива обрушились аномальные дожди, что вызвало крупнейшее наводнение в регионе за последние 75 лет[42].
- На церемонии вручения театральной премии Лоренса Оливье постановка «Бульвар Сансет» получила семь премий, включая награду за лучший мюзикл и лучшую актрису (Николь Шерзингер)[43].

### 15 апреля
- Росфинмониторинг внёс театрального режиссёра Евгению Беркович и драматурга Светлану Петрийчук в перечень террористов и экстремистов[44].
- Спорт
  - 21-летний полузащитник «Челси» Коул Палмер сделал покер в матче Английской премьер-лиги против «Эвертона» (6:0). В рамках покера он также сделал самый быстрый «идеальный хет-трик» в истории турнира (гол правой ногой, гол левой ногой и гол головой) за 29 минут[45].
  - Нападающий «Эдмонтон Ойлерз» Коннор Макдэвид стал первым с 1991 года хоккеистом, сделавшим 100 передач в регулярном сезоне НХЛ[46].

### 16 апреля
- В Дании во время реконструкции сгорело[дат.] историческое здание копенгагенской биржи — Бёрсен[47].
- Учёные сообщили, что искусственный интеллект позволяет значительно улучшить определение источника метастазов при некоторых видах рака[48].
- Спорт
  - В Древней Олимпии зажжён огонь летних Олимпийских игр 2024 года в Париже. Первым факелоносцем стал олимпийский чемпион по академической гребле Стефанос Дускос. После эстафеты огня по территории Греции в конце апреля он будет передан Франции[49].

### 17 апреля
- Парламент Грузии принял в первом чтении «закон об иностранных агентах»[50].
- В результате российского ракетного удара по Чернигову погибли как минимум 17 человек, более 60 раненых[51].
- Археологическое исследование показало, что древние майя уничтожали останки предыдущих правителей около 1200 лет назад в городище Уканаль, чтобы стереть память о них[52].
- Биологи сообщили, что бабочка из амазонских джунглей Heliconius elevatus возникла 180 тысяч лет назад в результате скрещивания двух разных видов: Heliconius melpomene и Heliconius pardalinus[53].
- В Индонезии объявлено предупреждение о возможном цунами из-за извержения вулкана Руанг[54].

### 18 апреля
- Наука
  - Палеонтологи описали новый вид гигантского триасового ихтиозавра — Ichthyotitan[англ.], с длиной тела около 25 метров, это самая крупная морская рептилия известная науке[55].
- Спорт
  - Завершился регулярный чемпионат Национальной хоккейной лиги 2023/24[56].
  - Немецкий футбольный клуб «Байер 04» установил рекорд беспроигрышной серии в XXI веке среди клубов топ-10 лиг Европы — 44 матча (38 побед и 6 ничьих)[57].
  - Совет директоров Национальной хоккейной лиги одобрил создание нового клуба в Солт-Лейк-Сити. Все игроки клуба «Аризона Койотис» будут выступать за новую команду с начала следующего сезона 2024/25, при этом владелец «Аризоны» сохранил право на название своей команды, «Аризона» может вернуться в НХЛ после строительство новой арены[58].

### 19 апреля
- Ирано-израильский конфликт: Израиль нанёс удар беспилотниками по территории Ирана в ответ на массированный удар Ирана по Израилю[59].
- Российские войска нанесли удар по Днепропетровской области, убив семь человек (включая двух детей), ранили 35 человек. Шестилетний мальчик остался полным сиротой[60].
- Американский конспиролог Макс Аззарелло совершил[англ.] самосожжение напротив суда, где проходило разбирательство в отношении экс-президента США Дональда Трампа[61].

### 21 апреля
- Жертвами наводнения в Афганистане и Пакистане стали по меньшей мере 135 человек[62].
- В результате украинской ракетной атаки по Севастополю повреждено спасательное судно «Коммуна» — старейшее судно российского флота и старейший в мире корабль, находящийся на вооружении (спущен на воду в 1915 году)[63][64].

### 22 апреля
- Политика
  - Помощник депутата Европарламента от партии «Альтернатива для Германии» Максимилиана Кра гражданин ФРГ китайского происхождения Цзянь Г. был взят под стражу. Генпрокуратура ФРГ сообщила, что Цзянь Г. работал у Кра с 2019 года. В январе 2024 года обвиняемый неоднократно передавал в разведку информацию о переговорах и решениях в Европарламенте, а также шпионил за деятелями китайской оппозиции в Германии. Представитель МИД Китая отверг обвинения в шпионаже, связанные с Цзянем Г[65].
- Наука
  - Инженеры NASA починили Вояджер-1. Аппарат отправил данные на Землю впервые за 5 месяцев[66].
- Международные конфликты
  - Вторжение России на Украину: российские войска ракетным ударом уничтожили Харьковскую телебашню.
- Спорт
  - Миланский «Интер» 20-й раз в своей истории стал чемпионом Италии по футболу. В 33 матчах сезона 2023/24 «Интер» проиграл только 1 раз и на 17 очков опережает «Милан» за 5 туров до окончания сезона[67].

### 23 апреля
- Преступления и наказания

- Заместитель министра обороны России действительный государственный советник 1-го класса Тимур Иванов задержан правоохранительными органами по подозрению в получении взятки в особо крупном размере. На следующий день суд арестовал Иванова на 2 месяца[68].

- Экономика
  - Премьер-министр Великобритании Риши Сунак заявил о переводе оборонной промышленности королевства на «военные рельсы». Великобритания планирует нарастить оборонные расходы до 87 млрд фунтов стерлингов в год[69].

### 24 апреля
- Международные отношения
  - Президент США Джо Байден подписал закон о новом пакете военной помощи для Украины, Израиля и «противостояния коммунистическому Китаю» (из них около $2 млрд на поддержку Тайваня и других региональных партнеров США). Размер помощи Украине составляет 60,64 млрд долларов США. Больше трети от общей суммы, $23,2 млрд, будут выделены на восполнение запасов США. $13,8 млрд предназначены для закупки вооружений для Украины, $11,3 млрд — на «текущие военные операции США в регионе», $7,9 млрд — на поддержание функционирования украинского правительства. Документ, в частности, предусматривает передачу Киеву дальнобойных ракет ATACMS. Размер помощи Израилю составит $26,38 млрд[70].
  - Также Джо Байден подписал Закон о защите американцев от приложений, контролируемых враждебными странами[англ.], который, в частности, может привести к запрету платформы для обмена видео TikTok в США[71].
- Бизнес и экономика
  - Профсоюз, представляющий авиадиспетчеров во Франции, отменил запланированную 24-часовую забастовку в четверг, хотя большинство рейсов уже было отменено[72].
- Катастрофы и происшествия
  - Масштабное наводнение произошло в Найроби, Кения, от которого пострадали десятки тысяч человек[73].
- Закон и преступность
  - Аргентина выдала через Интерпол ордер на арест министра внутренних дел Ирана Ахмада Вахиди в связи со взрывом в 1994 году еврейского общинного центра в Буэнос-Айресе. Предполагается, что Вахиди в настоящее время находится в Шри-Ланке[74].
  - Права человека в Колумбии
    - Правительство Колумбии принесло официальные извинения коренным общинам бассейна Амазонки за их порабощение и жестокое обращение во время каучуковой лихорадки Амазонки в XIX и XX веках[75].

  - Иранский рэпер Тоомадж Салехи приговорён к смертной казни за поддержку протестов в Иране[76].
  - Молдова объявила о возбуждении уголовного дела против губернатора Гагаузии Евгении Гуцул за использование российских средств для финансирования ныне запрещенной партии «Шор»[77].
  - Три человека получили ранения в результате ножевого нападения в школе Исгол Диффрин Аман в Амманфорде, Уэльс. Подозреваемый арестован[78][79].
- Политика и выборы
  - Президентские выборы в Северной Македонии.
    - Правоцентристский кандидат от оппозиции Гордана Сильяновска-Давкова победил в первом туре президентских выборов и встретится с действующим президентом Стево Пендаровским во втором туре 8 мая[80].

  - Тысячи людей протестовали в Буэнос-Айресе, Аргентина, против сокращения финансирования университетов, сделанного президентом Хавьером Милеем[81].
  - Председатель правительства Испании Педро Санчес заявил, что рассматривает возможность ухода с поста после начала судебного расследования в отношении его жены по обвинениям со стороны представителей правой правовой платформы[82].

### 25 апреля
- Вооруженные конфликты и нападения
  - Война в Газе
    - Израиль усилил удары по Рафаху перед запланированной наземной операцией[83].
- Искусство и культура
  - Город Венеция, Италия, ввёл плату за прибытие для однодневных туристов, пытаясь ограничить избыток туристов[84].
- Катастрофы и происшествия
  - Наводнение в Кении
    - По данным Красного Креста, в результате наводнений, вызванных неделями проливных дождей в Кении, погибли по меньшей мере 38 человек[85][86].

  - По словам премьер-министра Кассима Маджалива, в результате наводнений и оползней в Танзании погибли по меньшей мере 155 человек[87].
- Международные отношения
  - Россия и НАТО
    - Заместитель министра иностранных дел России Сергей Рябков предупредил, что Россия сделает ядерное оружие НАТО в Польше одной из своих главных целей, если оно будет там развёрнуто[88].
- Закон и преступность
  - Апелляционный суд штата Нью-Йорк 4 голосами против 3 отменил приговор бывшему американскому кинопродюсеру Харви Вайнштейну, вынесенный в штате в 2020 году за изнасилование, и назначил новое судебное разбирательство. Тем не менее, Вайнштейн по-прежнему останется в тюрьме по приговору об изнасиловании, вынесенному в Калифорнии в 2022 году[89].
- Политика
  - Международная реакция на вторжение ХАМАС в Израиль
    - Университет Южной Калифорнии отменил главную церемонию открытия из соображений безопасности[90].
    - Представитель Госдепартамента США по арабскому языку подал в отставку в знак протеста против политики США в отношении сектора Газа[91].

  - Европейский парламент принял резолюцию «О недемократических президентских выборах в России и их незаконном проведении на оккупированных территориях». В документе говорится, что «так называемые президентские выборы в России были нелегитимными и недемократичными». В документе также утверждается, что Кремль и лично Путин «несут уголовную и политическую ответственность» за смерть Алексея Навального. Кроме того, Европарламент призвал освободить российских политзаключённых[92].

### 28 апреля
- По меньшей мере пять человек погибли и 33 получили ранения в результате торнадо, обрушившегося на Гуанчжоу, город с населением 19 миллионов человек на юге Китая[93].
- В Белграде (Сербия) завершился чемпионат Европы по боксу, где сборная России выиграла медальный зачёт, завоевав 20 медалей (11 золотых, 8 серебряных и 1 бронзовую); второе место в медальном зачёте заняли хозяева турнира — сербы, у которых 4 золотые, 3 серебряные и 13 бронзовых медалей; тройку замкнула сборная Турция — 3 золотые и 2 бронзовые награды[94].

### 30 апреля
- В Нью-Йорке полиция взяла штурмом корпус захваченный[англ.] пропалестински настроенными студентами[95].